# تپه احمد علی ۱ و ۲
تپه احمد علی ۱ و ۲ مربوط به هزاره ۱- دوره اشکانیان - دوره ساسانیان است و در شهرستان میانه، روستای مددخان واقع شده و این اثر در تاریخ ۱۷ اسفند ۱۳۸۱ با شمارهٔ ثبت ۷۸۰۰ به‌عنوان یکی از آثار ملی ایران به ثبت رسیده است.